# Liste des sites mégalithiques dans le district de Lisbonne
Cette liste non exhaustive recense les principaux sites mégalithiques dans le district de Lisbonne, au Portugal.

## Liste
| Site                                               | Type          | Municipalité  | Notes | Coordonnées                               | Image |
| -------------------------------------------------- | ------------- | ------------- | ----- | ----------------------------------------- | ----- |
| Satue-menhir de Boulhosa                           | Statue-menhir | Lisbonne      |       | conservée au Musée National d'Archéologie |       |
| Anta de Casaínhos                                  | Dolmen        | Loures        |       | 38° 52′ 50″ N, 9° 10′ 10″ O               |       |
| Anta de Alto da Toupeira                           | Dolmen        | Lousã         |       | 38° 52′ 28″ N, 9° 12′ 10″ O               |       |
| Anta de Pedras Grandes                             | Dolmen        | Odivelas      |       | 38° 48′ 24″ N, 9° 13′ 07″ O               |       |
| Anta de Estria                                     | Dolmen        | Sintra        |       | 38° 46′ 11″ N, 9° 16′ 03″ O               |       |
| Anta de Adrenunes                                  | Dolmen        | Sintra        |       | 38° 46′ 41″ N, 9° 27′ 52″ O               |       |
| Anta de Agualva                                    | Dolmen        | Sintra        |       | 38° 46′ 25″ N, 9° 17′ 13″ O               |       |
| Anta de Monte Abraão                               | Dolmen        | Sintra        |       | 38° 46′ 05″ N, 9° 15′ 53″ O               |       |
| Anta de Pedra dos Mouros (Anta do Senhor da Serra) | Dolmen        | Sintra        |       | 38° 46′ 23″ N, 9° 16′ 00″ O               |       |
| Monument préhistorique de Praia das Maçãs          | Tholos        | Sintra        | 69724 | 38° 49′ 42″ nord, 9° 27′ 39″ ouest        |       |
| Tholos do Baro                                     |               | Torres Vedras |       | 39° 04′ 03″ N, 9° 15′ 46″ O               |       |